# رودي جونسون
رودي جونسون (بالإنجليزية: Rudi Johnson)‏ هو لاعب كرة قدم أمريكية أمريكي، ولد في 1 أكتوبر 1979 في بطرسبرغ في الولايات المتحدة.

## وصلات خارجية
- رودي جونسون على موقع مرجع كرة القدم المحترفة.كوم (الإنجليزية)
- رودي جونسون على موقع كلية كرة القدم في سبورتس رفرنس.كوم (الإنجليزية)